# Sean Albertson
Sean Albertson (New York, 29 ottobre 1968) è un montatore e produttore cinematografico statunitense.

## Biografia
Sean Albertson nasce da padre musicista, chef e montatore, e da madre produttrice e aiuto regista. Cresce immerso nell'arte, grazie ai genitori, nella città di New York; in gioventù inizia a recitare e suonare musica. I primi ruoli in serie tv e film arrivano tra la fine degli anni settanta e gli ottanta, dove prende parte come attore non accreditato nel film Kramer contro Kramer. Nel mondo della musica, Sean suona percussioni e canta, e nell'adolescenza fa parte di molte band. Passata l'adolescenza però abbandona la musica e si concentra nel mondo del montaggio, che lo porterà a lavorare con star del calibro di Mike Nichols, Alan J. Pakula, Michael Mann e Sylvester Stallone.
È il fondatore e titolare dell'azienda Sean Albertson, A.C.E., società che cura il montaggio dei film.

### Vita privata
Albertson si è sposato con la produttrice Virginia Landis Albertson il 27 settembre 1997, fino ad arrivare al divorzio avvenuto il 1º gennaio 2005.

## Filmografia

### Montatore

#### Cinema
- Shoot the Moon, regia di Tom Hodges (1996)
- Still Breathing, regia di James F. Robinson (1997)
- Johnny Skidmarks, regia di John Raffo (1998)
- Archibald the Rainbow Painter, regia di Les Landau (1998)
- Clean and Narrow, regia di William Katt (1999)
- Last Request, regia di Tom Hodges (1999) - Cortometraggio
- Kill the Man, regia di Tom Booker e Jon Kean (1999)
- Professione: killer (Angel's Dance), regia di David L. Corley (1999)
- Ropewalk, regia di Matt Brown (2000)
- Il ritorno di Prancer la renna di Babbo Natale (Prancer Returns), regia di Joshua Butler (2001)
- Bedford Springs, regia di Marc Berlin (2002)
- Rocky Balboa, regia di Sylvester Stallone (2006)
- John Rambo (Rambo), regia di Sylvester Stallone (2008)
- Warrior, regia di Gavin O'Connor (2011)
- Freelancers, regia di Jessy Terrero (2012)
- Killing Season, regia di Mark Steven Johnson (2013)
- Il cacciatore di donne (The Frozen Ground), regia di Scott Walker (2013)
- I mercenari 3 (The Expendables 3), regia di Patrick Hughes (2014)
- Autobiografia di un finto assassino (True Memoirs of an International Assassin), regia di Jeff Wadlow (2016)
- Obbligo o verità (Truth or Dare), regia di Jeff Wadlow (2018)
- Escape Plan 3 - L'ultima sfida (Escape Plan: The Extractors), regia di John Herzfeld (2019)
- Fantasy Island, regia di Jeff Wadlow (2020)

#### Televisione
- Alone in the Neon Jungle, regia di Georg Stanford Brown - Film Tv (1988)
- April Morning, regia di Delbert Mann - Film Tv (1988)
- Open Admissions, regia di Gus Trikonis - Film Tv (1988)
- Night Stand - Serie Tv, un episodio (1995)
- The Last Man on Planet Earth, regia di Les Landau - Film Tv (1999)
- The Chippendales Murder, regia di Eric Bross - Film Tv (2000)
- Beer Money, regia di Joshua Butler - Film Tv (2001)
- Saint Sinner, regia di Joshua Butler - Film Tv (2002)
- The Last Ride, regia di Guy Norman Bee - Film Tv (2004)
- North Shore - Serie Tv, sei episodi (2004-2005)
- E-Ring - Serie Tv, quattro episodio (2005)
- Cold Case - Delitti irrisolti (Cold Case) - Serie Tv, quattro episodio (2006)
- Moonlight - Serie Tv, episodio La dura vita delle celebrità (2008)
- Heroes: The Recruit - webserie, cinque webisodi (2008-2009)
- Heroes: Nowhere Man - webserie, quattro webisodi (2009)
- Frenemies - Serie Tv, un episodio (2010)
- The Vampire Diaries - Serie Tv, dodici episodi (2010-2012)
- Sons of Liberty - Ribelli per la libertà (Sons of Liberty) – miniserie TV, 3 episodi (2015)

### Dipartimento montaggio
- I delitti della via Morgue (The Murders in the Rue Morgue), regia di Jeannot Szwarc - Film Tv (1986)
- Non aspettate mezzanotte (Midnight), regia di Norman Thaddeus Vane (1989)
- Un ghepardo per amico - Un'avventura in Africa (Cheetah), regia di Jeff Blyth (1989)
- The Bronx War, regia di Joseph B. Vasquez (1991)
- A proposito di Henry (Regarding Henry), regia di Mike Nichols (1991)
- Giochi d'adulti (Consenting Adults), regia di Alan J. Pakula (1992)
- Wolf - La belva è fuori (Wolf), regia di Mike Nichols (1994)
- Heat - La sfida (Heat), regia di Michael Mann (1995)
- The Woman in the Moon, regia di Ariadne Kimberly (1996)
- Il gatto... e il cappello matto (Dr. Seuss' The Cat in the Hat), regia di Bo Welch (2003)
- The Last Ride, regia di Guy Norman Bee - Film Tv (2004)
- Lost, regia di Darren Lemke (2004)
- Rocky Balboa, regia di Sylvester Stallone (2006)

### Produttore
- Trash, regia di Mark Anthony Galluzzo (1999)
- The Weaponry of Rambo (2008) - Documentario cortometraggio
- It's a Long Road: Resurrection of an Icon (2008) - Documentario cortometraggio
- A Score to Settle: The Music of Rambo (2008) - Documentario cortometraggio
- Art of War: Completing Rambo (2008) - Documentario cortometraggio
- Escape Plan 3 - L'ultima sfida (Escape Plan: The Extractors), regia di John Herzfeld (2019)

### Regista seconda unità
- Still Breathing, regia di James F. Robinson (1997)
- E-Ring - Serie Tv, episodio 1x05 (2005)

### Attore
- ...And Your Name Is Jonah, regia di Richard Michaels - Film Tv (1979) - non accreditato
- Kramer contro Kramer (Kramer vs. Kramer), regia di Robert Benton (1979) - non accreditato

### Montaggio sonoro
- Parenti, amici e tanti guai (Parenthood), regia di Ron Howard (1989)

### Assistente produttore
- Ghostbusters II, regia di Ivan Reitman (1989)

## Premi e riconoscimenti
- 2011 - Satellite Award
  - Nomination per il Miglior montaggio per Warrior